# 斯特拉斯堡現代藝術博物館
斯特拉斯堡現代及當代藝術博物館（法語：Musée d'Art Moderne et Contemporain de Strasbourg）是位於法國城市斯特拉斯堡的一座現代藝術和當代藝術的博物館。此館創建於1973年，並在1998年11月搬入自有建築。此館是法國同類博物館中規模最大的之一，擁有約18,000件藏品。 

## 外部連結
- Website of the museum
- Selected works （法文）
- Online collection database （页面存档备份，存于）, showing 4553 works by 751 artists as of 22 January 2009 （法文）

48°34′46″N 7°44′10″E / 48.57944°N 7.73611°E